# The Daily Wire
The Daily Wire är en amerikansk konservativ sajt för nyheter och opinionsbildning grundad 2015 av Jeremy Boreing och den politiska kommentatorn Ben Shapiro. Han är för närvarande chefredaktör. Michael J. Knowles är redaktionschef.
The Boston Globe beskriver The Daily Wire som tillhörande ett antal onlinenyhetssidor som är del av ett uppsving av politisk konservatism bland unga amerikaner.
Utöver det skriftliga innehållet producerar webbplatsen podcasten The Ben Shapiro Show som proklamerar sig som "den största konservativa podcasten i nationen", samt The Michael Knowles Show, The Andrew Klavan Show och The Matt Walsh Show.